# Pité
 Luís Pedro de Freitas Pinto Trabulo, conhecido como Pité (Esgueira, 22 de agosto de 1994) é um futebolista profissional português que atua como lateral esquerdo, atualmente defende o Tondela.

## Carreira
Pité fez parte do elenco da Seleção Portuguesa de Futebol nos Jogos Olímpicos de Verão de 2016.